# Paracornicularia
Paracornicularia Crosby & Bishop, 1931 è un genere di ragni appartenente alla famiglia Linyphiidae.

## Distribuzione
L'unica specie oggi attribuita a questo genere è stata rinvenuta negli USA.

## Tassonomia
A dicembre 2011, si compone di una specie:
- Paracornicularia bicapillata Crosby & Bishop, 1931[3] — USA